# Smučarski skoki v sezoni 1967/68
Smučarski skoki v sezoni 1967/68. To je pregled najpomembnejših tekem v smučarskih skokih v sezoni 1967/68. Tekme niso bile povezane v svetovni pokal, ki ga je ustanovila Mednarodna smučarska organizacija s sezono 1979/80.

## Tekme

### Razred A
| Datum                                                               | Prizorišče             | Skakalnica                | Opomba                          | Zmagovalec       | Drugi             | Tretji           | Vir         |
| ------------------------------------------------------------------- | ---------------------- | ------------------------- | ------------------------------- | ---------------- | ----------------- | ---------------- | ----------- |
| 31. december 1967                                                   | Oberstdorf             | Schattenbergschanze       | Turneja štirih skakalnic        | Dieter Neuendorf | Lars Grini        | Bjørn Wirkola    | [ 1 ]       |
| 1. januar 1968                                                      | Garmisch-Partenkirchen | Große Olympiaschanze      | Turneja štirih skakalnic        | Bjørn Wirkola    | Dieter Neuendorf  | Reinhold Bachler | [ 2 ]       |
| 6. januar 1968                                                      | Innsbruck              | Bergiselschanze           | Turneja štirih skakalnic        | Gari Napalkov    | Bjørn Wirkola     | Jiří Raška       | [ 3 ]       |
| 7. januar 1968                                                      | Bischofshofen          | Paul-Außerleitner-Schanze | Turneja štirih skakalnic        | Jiří Raška       | Anatolij Žeglanov | Zbyněk Hubač     | [ 4 ]       |
|                                                                     | Skupno:                | Skupno:                   | Turneja štirih skakalnic        | Bjørn Wirkola    | Jiří Raška        | Dieter Neuendorf | [ 5 ]       |
| 11. - 18. februar 1968: Zimske olimpijske igre v Grenoblu, Francija |                        |                           |                                 |                  |                   |                  |             |
| 3. marec 1968                                                       | Lahti                  | Intiaanikukkula           | Smučarske igre Lahti            | Veikko Kankkonen | Lars Grini        | Rudolf Höhnl     | [ 6 ] [ 7 ] |
| 17. marec 1968                                                      | Oslo                   | Holmenkollbakken          | Smučarski festival Holmenkollen | Vladimir Belusov | Bjørn Wirkola     | Ludvik Zajc      | [ 8 ] [ 9 ] |

### Ostale tekme
| Datum             | Prizorišče        | Skakalnica                   | Opomba                      | Zmagovalec                           | Drugi                                | Tretji                               | Vir           |
| ----------------- | ----------------- | ---------------------------- | --------------------------- | ------------------------------------ | ------------------------------------ | ------------------------------------ | ------------- |
| 26. november 1967 | Elverum           | Savallenbakken               | Otvoritev sezone            | Bent Tomtum                          | Józef Przybyła                       | Sławomir Kardas                      | [ 10 ] [ 11 ] |
| 26. december 1967 | St. Moritz        | Olympiaschanze               | Božična tekma               | Kjell Sjöberg                        | Baldur Preiml                        | Josef Zehnder                        | [ 12 ] [ 13 ] |
| 28. december 1967 | Ruhpolding        | Große Zirmbergschanze        | Pokal Bayern                | Kjell Sjöberg                        | Marjan Mesec                         | Peter Štefančič                      | [ 14 ] [ 15 ] |
| 28. december 1967 | Engelberg         | Klein-Titlis-Schanze K62     | Nočna tekma                 | Josef Zehnder                        | Willy Schuster                       | Heribert Schmid                      | [ 16 ] [ 17 ] |
| 13. januar 1968   | Maribor           | Pekrska gorca                | Koroško-slovenska turneja   | Reinhold Bachler                     | Peter Eržen                          | Marjan Pečar                         | [ 18 ] [ 19 ] |
| 15. januar 1968   | Trg               | Kurikkala-Schanze            | Koroško-slovenska turneja   | Peter Eržen                          | Ludvik Zajc                          | Peter Štefančič                      | [ 20 ] [ 21 ] |
| 16. januar 1968   | Beljak            | Villacher Alpenarena         | Koroško-slovenska turneja   | Peter Eržen                          | Reinhold Bachler                     | Ernst Kröll                          | [ 22 ] [ 23 ] |
|                   | Skupno:           | Skupno:                      | Koroško-slovenska turneja   | Peter Eržen                          | Peter Štefančič                      | Ludvik Zajc                          | [ 23 ]        |
| 14. januar 1968   | Morteau           | Tremplin de Morteau          | Pokal Klaus                 | Giacomo Aimoni                       | Gilbert Poirot                       | Albino Bazzana                       | [ 24 ]        |
| 17. januar 1968   | Štrbské Pleso     | MS 1970 B                    | Turneja prijateljstva       | Vladimir Belusov                     | Jiří Raška                           | Anatolij Žeglanov                    | [ 25 ] [ 26 ] |
| 19. januar 1968   | Štrbské Pleso     | MS 1970 A                    | Turneja prijateljstva       | Jiří Raška                           | Anatolij Žeglanov                    | Zbyněk Hubač                         | [ 27 ] [ 26 ] |
| 21. januar 1968   | Banská Bystrica   | Srnková                      | Turneja prijateljstva       | Vladimir Belusov                     | Jiří Raška                           | Aleksander Ivanikov                  | [ 28 ] [ 26 ] |
|                   | Skupno:           | Skupno:                      | Turneja prijateljstva       | Jiří Raška                           | Vladimir Belusov                     | Anatolij Žeglanov                    | [ 26 ]        |
| 21. januar 1968   | Le Brassus        | La Chirurgienne              |                             | Gilbert Poirot                       | Alain Macle                          | Maurice Arbez                        | [ 29 ] [ 30 ] |
| 22. januar 1968   | Willingen         | Mühlenkopfschanze            |                             | Günther Göllner                      | Marjan Mesec                         | Henrik Ohlmeyer                      | [ 31 ] [ 32 ] |
| 27. januar 1968   | Wisła             | Malinka                      | Turneja Beskiden            | Józef Kocyan                         | Józef Przybyła                       | Jürgen Dommerich                     | [ 33 ] [ 34 ] |
| 28. januar 1968   | Szczyrk           | Skalite                      | Turneja Beskiden            | Josef Tonhauser                      | Jürgen Dommerich                     | Józef Kocyan                         | [ 35 ] [ 36 ] |
|                   | Skupno:           | Skupno:                      | Turneja Beskiden            | Józef Kocyan                         | Józef Przybyła                       | Jürgen Dommerich                     | [ 36 ] [ 37 ] |
| 28. januar 1968   | Cortina d’Ampezzo | Trampolino Italia            | Grand Prix des Nations      | Jiří Raška                           | Reinhold Bachler                     | Giacomo Aimoni                       | [ 38 ] [ 39 ] |
| 31. januar 1968   | St. Moritz        | Olympiaschanze               | Grand Prix des Nations      | Jiří Raška                           | Zbyněk Hubač                         | Knut Kongsgård                       | [ 40 ] [ 41 ] |
| 4. februar 1968   | Chamonix          | Le Mont                      | Grand Prix des Nations      | Günther Göllner                      | Rudolf Höhnl                         | Gilbert Poirot                       | [ 42 ] [ 43 ] |
|                   | Skupno:           | Skupno:                      | Grand Prix des Nations      | Jiří Raška                           | Rudolf Höhnl                         | Günther Göllner                      | [ 44 ]        |
| 30. januar 1968   | Schmiedefeld      | Walter-Ulrbicht-Naturschanze |                             | Vladimir Belusov                     | Dieter Scharf                        | Anatolij Žeglanov                    | [ 45 ] [ 46 ] |
| 3. februar 1968   | Oberhof           | Rennsteigschanze             |                             | Gari Napalkov                        | Peter Lesser                         | Heinz Schmidt                        | [ 47 ] [ 48 ] |
| 25. februar 1968  | Falun             | Källviksbacken               | Švedske smučarske igre      | Jan Olaf Roaldset                    | Topi Mattila                         | Paavo Maunu                          | [ 49 ] [ 50 ] |
| 25. februar 1968  | Westby            | Snowflake                    |                             | Bjørn Wirkola                        | Christoffer Selbekk                  | Willy Johansen                       | [ 51 ] [ 52 ] |
| 3. marec 1968     | Bad Mitterndorf   | Kulm                         | Teden smučarskih poletov    | Zbyněk Hubač                         | Reinhold Bachler                     | Jiří Raška                           | [ 53 ] [ 54 ] |
| 3. marec 1968     | Eau Claire        | Hendrickson Hill             |                             | Bjørn Wirkola                        | Christoffer Selbekk                  | Dag Helgestad                        | [ 55 ] [ 56 ] |
| 6. marec 1968     | Saporo            | Okurajama                    |                             | Heini Ihle                           | Takaši Fudžisava                     | Dalibor Motejlek                     | [ 57 ] [ 58 ] |
| 7. marec 1968     | Saporo            | Okurajama                    | TV pokal                    | Seidži Aoči                          | Heini Ihle                           | Takaši Fudžisava                     | [ 59 ] [ 60 ] |
| 7. marec 1968     | Kaipola           | Pitkävuori                   |                             | Raimo Ekholm                         | Rudolf Doubek                        | Seppo Reijonen                       | [ 61 ]        |
| 8. marec 1968     | Saporo            | Okurajama                    | Pokal HBC                   | Takaši Fudžisava                     | Baldur Preiml                        | Dalibor Motejlek                     | [ 62 ] [ 63 ] |
| 10. marec 1968    | Saporo            | Okurajama                    | Igre Mijasama               | Akicugu Kono                         | Takaši Fudžisava                     | ?                                    | [ 64 ] [ 65 ] |
| 9./10. marec 1968 | Vikersund         | Vikersundbakken              | Teden smučarskih poletov    | odpovedano zaradi neugodnega vremena | odpovedano zaradi neugodnega vremena | odpovedano zaradi neugodnega vremena | [ 66 ] [ 67 ] |
| 9. marec 1968     | Zakopane          | Wielka Krokiew               | Memorial Czech-Marusarzówna | Horst Queck                          | Józef Przybyła                       | Dieter Scharf                        | [ 68 ] [ 69 ] |
| 10. marec 1968    | Zakopane          | Wielka Krokiew               | Memorial Czech-Marusarzówna | Józef Przybyła                       | Horst Queck                          | Bohumil Doležal                      | [ 70 ] [ 71 ] |
| 10. marec 1968    | Kuopio            | Puijo                        | Zimske igre Puijo           | Willy Schuster                       | Juhani Ruotsalainen                  | Juhani Putkonen                      | [ 72 ] [ 73 ] |
| 10. marec 1968    | Iron Mountain     | Pine Mountain Jump           |                             | Christoffer Selbekk                  | Tom Hillier                          | Willy Johansen                       | [ 74 ] [ 75 ] |
| 12. marec 1968    | Odnes             | Odnesbakken                  | Flubergrennet               | Bjørn Wirkola                        | Lars Grini                           | Jan Olaf Roaldset                    | [ 76 ] [ 77 ] |
| 23. marec 1968    | Planica           | Srednja Bloudkova            | Pokal Kongsberg             | Jiří Raška                           | Josef Matouš                         | Dieter Scharf                        | [ 78 ] [ 79 ] |
| 24. marec 1968    | Rovaniemi         | Ounasvaara-Schanze           | Ounasvaara Spiele           | Vladimir Belusov                     | Juhani Ruotsalainen                  | Aleksander Ivanikov                  | [ 80 ] [ 81 ] |
| 24. marec 1968    | Planica           | Bloudkova Velikanka          | Memorial Janeza Polde       | Jiří Raška                           | Josef Matouš                         | Willy Schuster                       | [ 82 ] [ 66 ] |
| 31. marec 1968    | Štrbské Pleso     | MS 1970 A                    | Pokal Tatre                 | Jiří Raška                           | Josef Matouš                         | Dieter Scharf                        | [ 83 ] [ 84 ] |
| 6. april 1968     | Feldberg          | Schanze im Fahler Loch NS    |                             | Heini Ihle                           | Ernst Wursthorn                      | Ralph Pöhland                        | [ 85 ] [ 86 ] |
| 7. april 1968     | Feldberg          | Schanze im Fahler Loch GS    |                             | Reinhold Bachler                     | Henrik Ohlmeyer                      | Günther Göllner                      | [ 87 ] [ 85 ] |
| 7. april 1968     | Oberwiesenthal    | Fichtelbergschanze           | Pokal svobodnega tiska      | Heinz Schmidt                        | Rudolf Höhnl                         | Horst Queck                          | [ 88 ] [ 89 ] |
| 13. april 1968    | Riezlern          | Köpfleschanze                | Velikonočna tekma           | Willy Schuster                       | Heini Ihle                           | Wolfgang Schüller                    | [ 90 ] [ 91 ] |

## Novi rekordi skakalnic
| Prizorišče             | Skakalnica           | Skakalec         | Dolžina | Datum             | Vir             |
| ---------------------- | -------------------- | ---------------- | ------- | ----------------- | --------------- |
| Elverum                | Savallenbakken       | Bent Tomtum      | 052,5 m | 26. november 1967 | [ 11 ] [ 92 ]   |
| Garmisch-Partenkirchen | Große Olympiaschanze | Bjørn Wirkola    | 092,5 m | 1. januar 1968    | [ 93 ]          |
| Odnes                  | Odnesbakken          | Bjørn Wirkola    | 104,0 m | 14. januar 1968   | [ 94 ]          |
| Lenk                   | Wildhornschanze      | Josef Zehnder    | 063,5 m | 14. januar 1968   | [ 95 ]          |
| Langenbruck            | Freichelen Schanze   | Heribert Schmid  | 070,0 m | 28. januar 1968   | [ 96 ]          |
| Hinwil                 | Bachtel-Schanze      | Josef Zehnder    | 059,5 m | 5. februar 1968   | [ 97 ]          |
| Mandal                 | Løkkebakken          | Per Bjørnstad    | 056,0 m | 10. februar 1968  | [ 98 ]          |
| Skimt                  | Møllebakken          | Tom Hjerpset     | 060,0 m | 10. februar 1968  | [ 99 ]          |
| Autrans                | Le Claret            | Baldur Preiml    | 080,0 m | 11. februar 1968  | [ 100 ] [ 101 ] |
| Saint Nizier           | Dauphiné             | Vladimir Belusov | 101,5 m | 18. februar 1967  | [ 102 ]         |
| Westby                 | Snowflake            | Bjørn Wirkola    | 103,0 m | 25. februar 1968  | [ 52 ]          |
| Eau Claire             | Hendrickson Hill     | Bjørn Wirkola    | 063,0 m | 4. marec 1968     | [ 103 ]         |
| Kuopio                 | Puijo-Schanze        | Willy Schuster   | 096,5 m | 10. marec 1968    | [ 72 ]          |
| Zakopane               | Wielka Krokiew       | Józef Przybyła   | 108,5 m | 10. marec 1968    | [ 71 ]          |
| Oslo                   | Holmenkollbakken     | Bjørn Wirkola    | 091,0 m | 17. marec 1968    | [ 104 ] [ 105 ] |
| Planica                | Srednja Bloudkova    | Jiří Raška       | 096,0 m | 23. marec 1968    | [ 106 ]         |
| Dalsbygda              | Nonsåbakken          | Bjørn Wirkola    | 063,5 m | 13. april 1968    | [ 107 ]         |
| Våler                  | Gjerdrumsbakken      | Bjørn Wirkola    | 086,5 m | 15. april 1968    | [ 108 ]         |